# Phacochoerus aethiopicus
Phacochère de Somalie
Espèce
Statut de conservation UICN

 LC  : Préoccupation mineure
Phacochoerus aethiopicus, le Phacochère de Somalie, est une espèce de mammifères suidés, du genre phacochère, que l'on rencontre au sud-est de l'Éthiopie, à l'ouest de la Somalie, et dans le centre et à l'est du Kenya.
Il existait une sous-espèce, le Phacochère du Cap (Phacochoerus aethiopicus aethiopicus) qui évoluait au sud-est de l'ancienne province du Cap et dans les parties adjacentes du KwaZulu-Natal. Elle est considérée comme éteinte depuis les années 1870.

## Menaces
Il est abondant dans son milieu naturel.
Ses prédateurs sont les lions, les léopards, les guépards et les hyènes. Il est aussi chassé pour la viande de brousse.

## Liste des sous-espèces
Selon BioLib, CatalogueOfLife et MSW les sous-espèces suivantes sont reconnues :
- Phacochoerus aethiopicus aethiopicus (Pallas, 1766) - le Phacochère du Cap[4], était endémique d'Afrique du Sud et considéré comme éteint depuis les années 1870[5] ;
- Phacochoerus aethiopicus delamerei Lönnberg, 1909.